# Bruno Tanzmann
Bruno Tanzmann (* 1. Dezember 1878 in Alt-Hörnitz bei Zittau/Oberlausitz; † 28. August 1939 in Hellerau) war ein deutscher völkischer Schriftsteller und Verleger.

## Leben
Bruno Tanzmann wuchs mit seinem jüngeren Bruder Edwin auf dem Bauerngut seiner Großeltern in Waltersdorf in der Oberlausitz auf. Als junger Mann brach er zu einer Wanderfahrt auf, die ihn als blinder Schiffspassagier von Antwerpen über Genua bis nach Syrakus führte. Nach Ableisten seiner Militärpflicht in Dresden kehrte er als Bauer auf das großelterliche Gut zurück.
Neben seiner Arbeit begann er, Gedichte und Erzählungen zu schreiben. Sein Text „Mutter und Kind“ wurde bei einem Preisausschreiben des Dürerbundes prämiert und 1908 in dem Sammelband „Am Lebensquell“ veröffentlicht. Adolf Bartels wurde auf ihn aufmerksam und band Tanzmann in die völkische Agitation ein.
1910 zog Bruno Tanzmann mit seinem Bruder Edwin in die Gartenstadt Hellerau und eröffnete dort eine Buchhandlung mit angeschlossener Wanderschriften-Zentrale. Er engagierte sich in der deutschen Volkshochschulen-Bewegung. 1914 wurde er als Soldat eingezogen und kämpfte bei der Infanterie-Brigade Graf von Pfeil der sächsischen Landwehr an der Ostfront. Aus Bücherspenden namhafter Verlage baute er eine Feldbücherei von 6000 Bänden auf, die in den Nachkriegswirren wieder zerstreut wurde.
Nach dem Krieg heiratete er die fast 20 Jahre jüngere Ilse Ferchland, Tochter eines Regierungsbaumeisters. Mit ihr bezog er ein repräsentatives Heim im Hellerauer Villen- und Landhausviertel. In diesem Haus gründete er zusammen mit seinem Bruder Edwin 1919 den Hakenkreuz-Verlag. Neben dem Hakenkreuz-Jahrweiser und vielem anderem verlegte er auch die Schriften des Lebensreformers Heinrich Pudor. Ein Vertrag mit dem Autor Heinar Schilling über die Herausgabe des „Königsliedes“ trieb den Verlag jedoch in den finanziellen Ruin, obwohl es gelungen war, Persönlichkeiten wie Eugen Diederichs, Selma Lagerlöf und Heinrich Claß als Subskribenten zu gewinnen.
1920 richtete Tanzmann in Hellerau die erste Deutsche Bauernhochschule ein und gab eine Zeitschrift mit dem gleichen Titel heraus. In dieser Zeitschrift druckte er 1923 einen Aufruf von Willibald Hentschel nach, in dem dieser fordert: Gründen wir „eine ritterliche deutsche Kampfgemeinschaft auf deutscher Erde – ich nenne sie Artam.“ Tanzmann wurde danach zum organisatorischen Mitbegründer der Artamanen-Bewegung, trat aber 1926 von deren Führung zurück.
Keinem seiner wirtschaftlichen Unternehmen war dauerhafter Erfolg beschieden. Seine Familie zerbrach darüber. 1933 versuchte er, mit der Sonntagszeitung „Weltwacht der Deutschen. Sonntagszeitung für das Deutschtum der Erde“ wieder wirtschaftlich festen Boden unter die Füße zu bekommen. Diese Zeitung enthielt auch eine Seite „Kritik an Mißständen im Deutschen Reich“, wodurch er sich immer mehr ins Abseits manövrierte. 1935 äußerte er sich gar kritisch zur Judenpolitik und zur Rassenforschung. Sein Aufnahmeantrag in die NSDAP wurde aufgrund „Diffamierung hochgestellter Parteigenossen“ 1937 abgelehnt. Zwar erhielt er 1935 als „völkischer Vorkämpfer“ von Adolf Hitler einen einmaligen Ehrensold von 1000 Reichsmark, jedoch wurde seine Zeitung wegen „Verächtlichmachung national-sozialistischer Staatsgrundsätze und Verbreitung unwahrer Nachrichten“ verwarnt.
Anlässlich seines 60. Geburtstages fanden mehrere „Ehrenabende“ und im Komödienhaus in Dresden eine Sonntagmorgenfeier für den „völkischen Vorkämpfer“ statt.
1939 beging Tanzmann Suizid.